# اینگوار ویکسل
اینگوار ویکسل (به انگلیسی: Ingvar Wixell) با نام کامل کارل گوستاو اینگوار ویکسل (زاده ۷ می ۱۹۳۱-درگذشته ۸ اکتبر ۲۰۱۱) خواننده سوئدی بود.
او نماینده سوئد در یوروویژن ۱۹۶۵ بود.